# Groupement d'infanterie no 3
Cet article court présente un sujet plus développé dans : Groupement d'infanterie (1946-1948).
Le groupement d'infanterie no 3 (GI 2) est une unité de l'Armée de terre française, active de 1946 à 1948.

## Composition
Sa composition est la suivante :
- 5e régiment de tirailleurs marocains (venu de la 2e DIM),
- Ier groupe du 54e régiment d'artillerie (ancien I/63e RAA de la 2e DIM), à Lure,
- Compagnie du génie 33/3,
- 153e détachement de quartier-général, 153e détachement de transmissions, 453e compagnie de transports, 153e compagnie de ramassage sanitaire, 153e compagnie de réparation, 153e détachement d'intendance.

## Historique
Formé le 1er mai 1946, le GI no 3 est stationné à Besançon.
En février 1947, le 1er bataillon du 5e RTM forme un bataillon de marche (BM I/5e RTM) envoyé en Indochine. En juin, le 2e bataillon du 5e RTM (à Belfort) devient le BM II/5e RTM, envoyé à Madagascar,. Le 3e bataillon et l'état-major du 5e RTM embarquent pour le Maroc en novembre 1947, où le régiment est dissous le 20. Il est recréé le 1er janvier 1948 à partir de la 117e demi-brigade de tirailleurs marocains, formée de jeunes recrues,.
Le GI no 3 est dissous le 31 décembre 1948.

## Commandants
Le GI no 3 est commandé par le colonel Coué puis par le colonel Jeanjean.